# Narciso Campillo
Narciso Campillo y Correa (Sevilla, c. 1835-Madrid, 1900) fue un escritor español.

## Biografía
Catedrático y literato nacido en Sevilla en 1834 o 1835, participó en publicaciones como El Museo Universal, Escenas Contemporáneas, La Ilustración Española y otros periódicos literarios, además de fundador en Cádiz, junto a Roque Barcia, de El Demócrata Andaluz. En 1890 dio una conferencia en el Ateneo de Madrid sobre «historia del periodismo». Falleció en Madrid, el 2 de enero de 1900. Campillo, que fue amigo de Gustavo Adolfo Bécquer, en su faceta literaria cultivó el género del cuento.